# Microrégion de Tupã
 (février 2025).
Si vous disposez d'ouvrages ou d'articles de référence ou si vous connaissez des sites web de qualité traitant du thème abordé ici, merci de compléter l'article en donnant les références utiles à sa vérifiabilité et en les liant à la section « Notes et références ».
Pour les articles homonymes, voir Tupa.
La microrégion de Tupã est l'une des deux microrégions qui subdivisent la mésorégion de Marília de l'État de São Paulo au Brésil.
Elle comporte 7 municipalités qui regroupaient 113 542 habitants en 2006 pour une superficie totale de 2 307 km².

## Municipalités[1]
- Arco-Íris
- Bastos
- Herculândia
- Iacri
- Queiroz
- Quintana
- Tupã